# Mirage en forme de vase étrusque

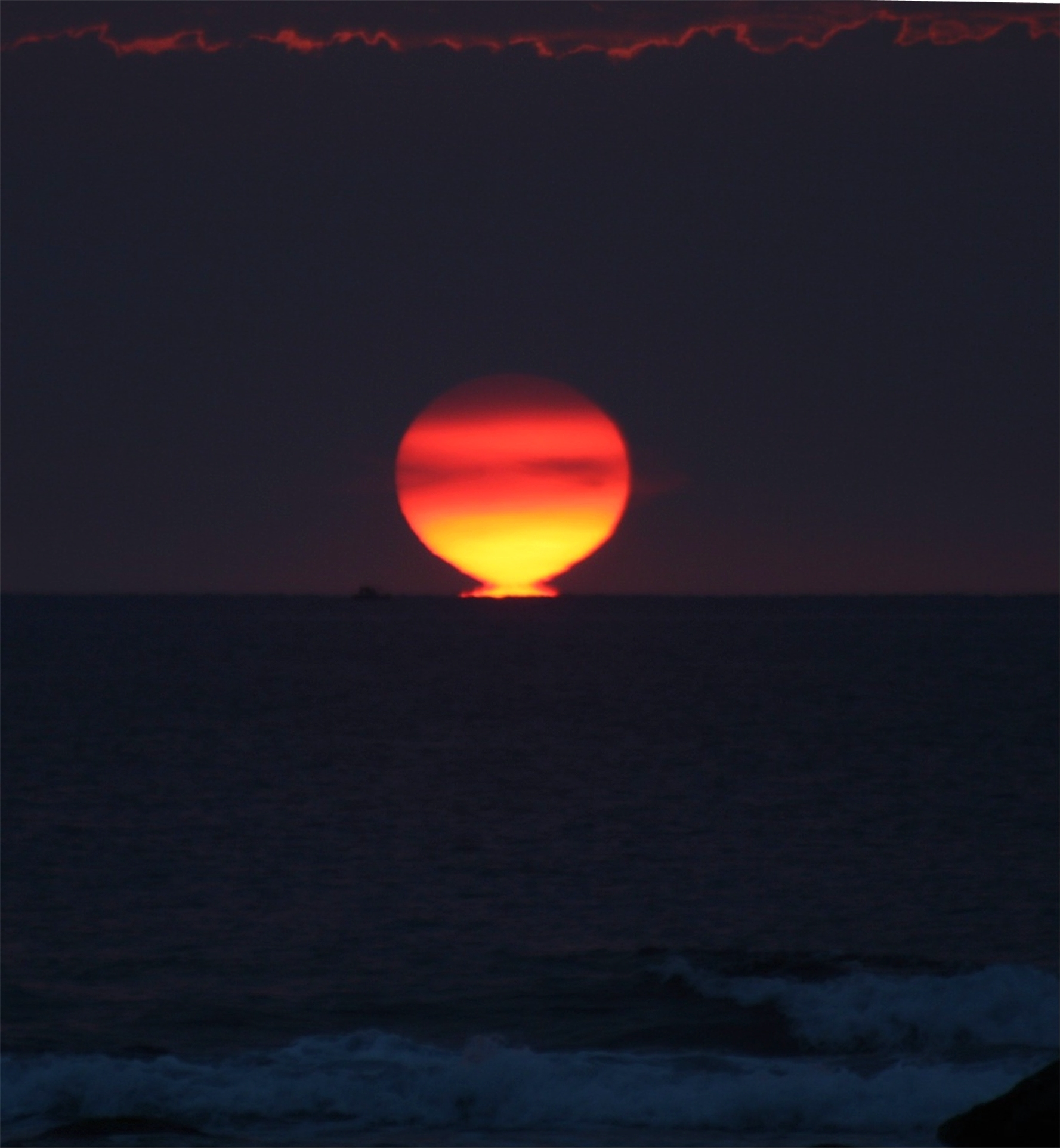
Coucher de soleil à Hawaii présentant un mirage inférieur, l'ensemble apparaissant sous la forme d'un vase étrusque.

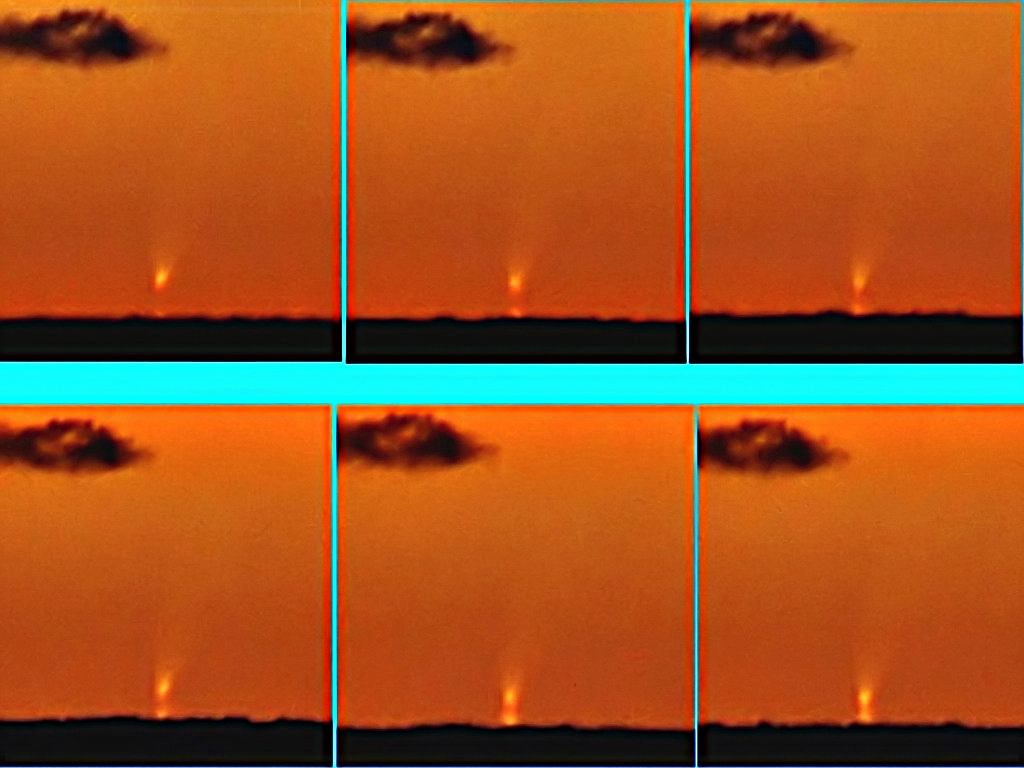
Mirage inférieur de la comète McNaught lors de son passage en 2007.

Le mirage en forme de vase étrusque est un phénomène optique qui se présente lorsque la lumière produite ou réfléchie par un objet céleste subit une réfraction à travers une couche atmosphérique d'air froid donnant naissance à un mirage inférieur, l'ensemble apparaissant sous la forme d'un vase étrusque. Grâce à leur grande taille apparente depuis la Terre, la Lune et le Soleil sont les deux astres qui offrent les manifestations les plus distinctes de ce phénomène,. Cependant, tous les astres ayant une magnitude suffisamment faible (qui éclaire suffisamment) sont susceptibles de donner naissance à tel mirage.

## Historique
Ce phénomène est mentionné pour la première fois par Jules Verne dans son roman Le Rayon vert (1882), où il décrit un mirage solaire inférieur lors d'un coucher de soleil :

« (...) Devant les yeux, lorsqu’on les voilait de leurs paupières, miroitaient des losanges rouges, des cercles jaunes, qui s’entrecroisaient comme les fugitives couleurs du kaléidoscope. De légères stries ondulées rayaient cette sorte de queue de comète que la réverbération traçait à la surface des eaux. C’était comme un floconnement de paillettes argentées, dont l’éclat pâlissait en s’approchant du rivage.
De nuage, de brume, de vapeur, si ténue qu’elle fût, il n’y avait pas apparence sur tout le périmètre de l’horizon. Rien ne troublait la netteté de cette ligne circulaire, qu’un compas n’eût pas tracée plus finement sur la blancheur d’un vélin.
Tous, immobiles, plus émus qu’on ne le pourrait croire, regardaient le globe qui, se mouvant obliquement à l’horizon, descendit encore, et resta comme suspendu un instant sur l’abîme. Puis, la déformation du disque, modifié par la réfraction, se fit peu à peu sentir ; il s’élargit au détriment de son diamètre vertical et rappela la forme d’un vase étrusque, aux flancs rebondis, dont le pied plongeait dans l’eau. »

— Jules Verne, Le Rayon vert, chapitre XXII
.